# Eocuma affine
Eocuma affine är en kräftdjursart som beskrevs av William Thomas Calman 1904. Eocuma affine ingår i släktet Eocuma och familjen Bodotriidae. Inga underarter finns listade i Catalogue of Life.